# Epirrhoe
Epirrhoe är ett släkte av fjärilar som beskrevs av den tyske entomologen Jacob Hübner år 1825. Släktet ingår i familjen mätare (Geometridae).

## Dottertaxa tillEpirrhoe, i alfabetisk ordning[1][2]
- Epirrhoe actinaria
- Epirrhoe affusa-radiata
- Epirrhoe albescens
- Epirrhoe albigressa
- Epirrhoe albinata
- Epirrhoe albofasciata
- Epirrhoe albotaeniatula
- Epirrhoe alchemillata
- Epirrhoe alternata
- Epirrhoe altivaga
- Epirrhoe aparinata
- Epirrhoe approximata
- Epirrhoe brunnea
- Epirrhoe brunneata
- Epirrhoe brunnescens
- Epirrhoe callima
- Epirrhoe chalybeata
- Epirrhoe cingulata
- Epirrhoe commixta
- Epirrhoe confusa
- Epirrhoe continuata
- Epirrhoe contristata
- Epirrhoe crispoides
- Epirrhoe defasciata
- Epirrhoe degenerata
- Epirrhoe demarginata
- Epirrhoe dissoluta
- Epirrhoe divisa
- Epirrhoe djakonovana
- Epirrhoe dubiosata
- Epirrhoe dynata
- Epirrhoe echigoensis
- Epirrhoe effusa
- Epirrhoe emina
- Epirrhoe eophanata
- Epirrhoe eulampa
- Epirrhoe eustropha
- Epirrhoe excentricata
- Epirrhoe fulminata
- Epirrhoe funerata
- Epirrhoe gabriella
- Epirrhoe galiata
- Epirrhoe galliata
- Epirrhoe hastadoides
- Epirrhoe hastatoides
- Epirrhoe hastulata
- Epirrhoe indistincta
- Epirrhoe inexpectata
- Epirrhoe interrupta
- Epirrhoe islandica
- Epirrhoe kerteszi
- Epirrhoe kezonmetaria
- Epirrhoe kurzi
- Epirrhoe lacteata
- Epirrhoe limbopunctata
- Epirrhoe limbosignata
- Epirrhoe luctuata
- Epirrhoe luctuolata
- Epirrhoe maculata
- Epirrhoe medeifascia
- Epirrhoe melanotica
- Epirrhoe mirabilata
- Epirrhoe myokosana
- Epirrhoe nigrata
- Epirrhoe nigrescens
- Epirrhoe obscura
- Epirrhoe obscurata
- Epirrhoe ochreata
- Epirrhoe ochreoreducta
- Epirrhoe orientalis
- Epirrhoe orientata
- Epirrhoe plebeculata
- Epirrhoe pseudoalternata
- Epirrhoe pseudoluctuata
- Epirrhoe pseudorivata
- Epirrhoe pseudotristata
- Epirrhoe psyroides
- Epirrhoe pupillata
- Epirrhoe quadriannulata
- Epirrhoe radiata-effusa
- Epirrhoe reducta
- Epirrhoe reductula
- Epirrhoe rivata
- Epirrhoe rivatula
- Epirrhoe rubrosuffusata
- Epirrhoe secessa
- Epirrhoe separata
- Epirrhoe seraphimae
- Epirrhoe sociata
- Epirrhoe sperryi
- Epirrhoe stenotaenia
- Epirrhoe subgressa
- Epirrhoe subtristata
- Epirrhoe supergressa
- Epirrhoe sylvaticata
- Epirrhoe tartuensis
- Epirrhoe tenuifasciata
- Epirrhoe timozzaria
- Epirrhoe trappa
- Epirrhoe tristata
- Epirrhoe unilobata
- Epirrhoe virginea
- Epirrhoe vivida
- Epirrhoe xenos

## Bildgalleri

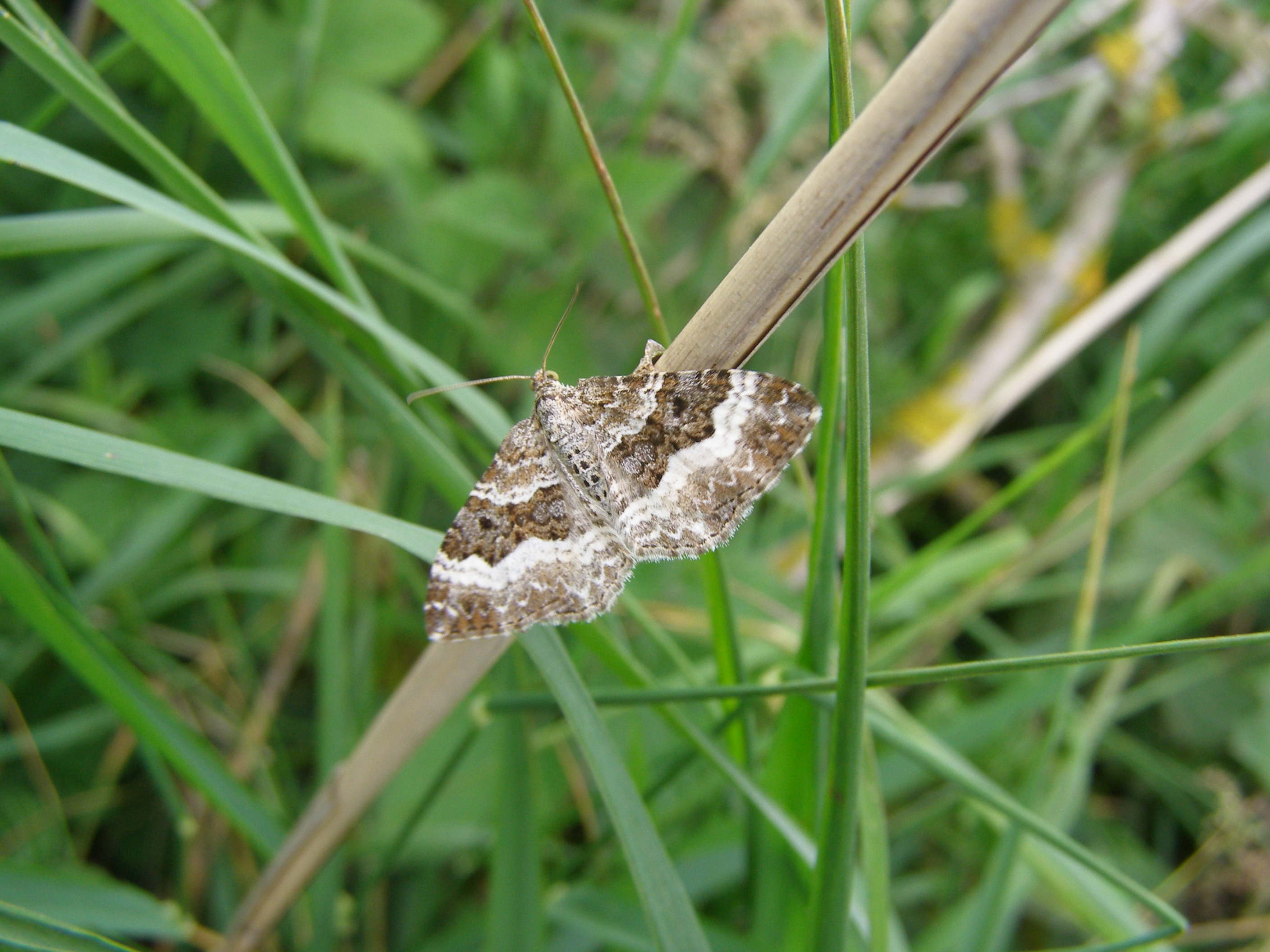
Grå mårfältmätare (Epirrhoe alternata)
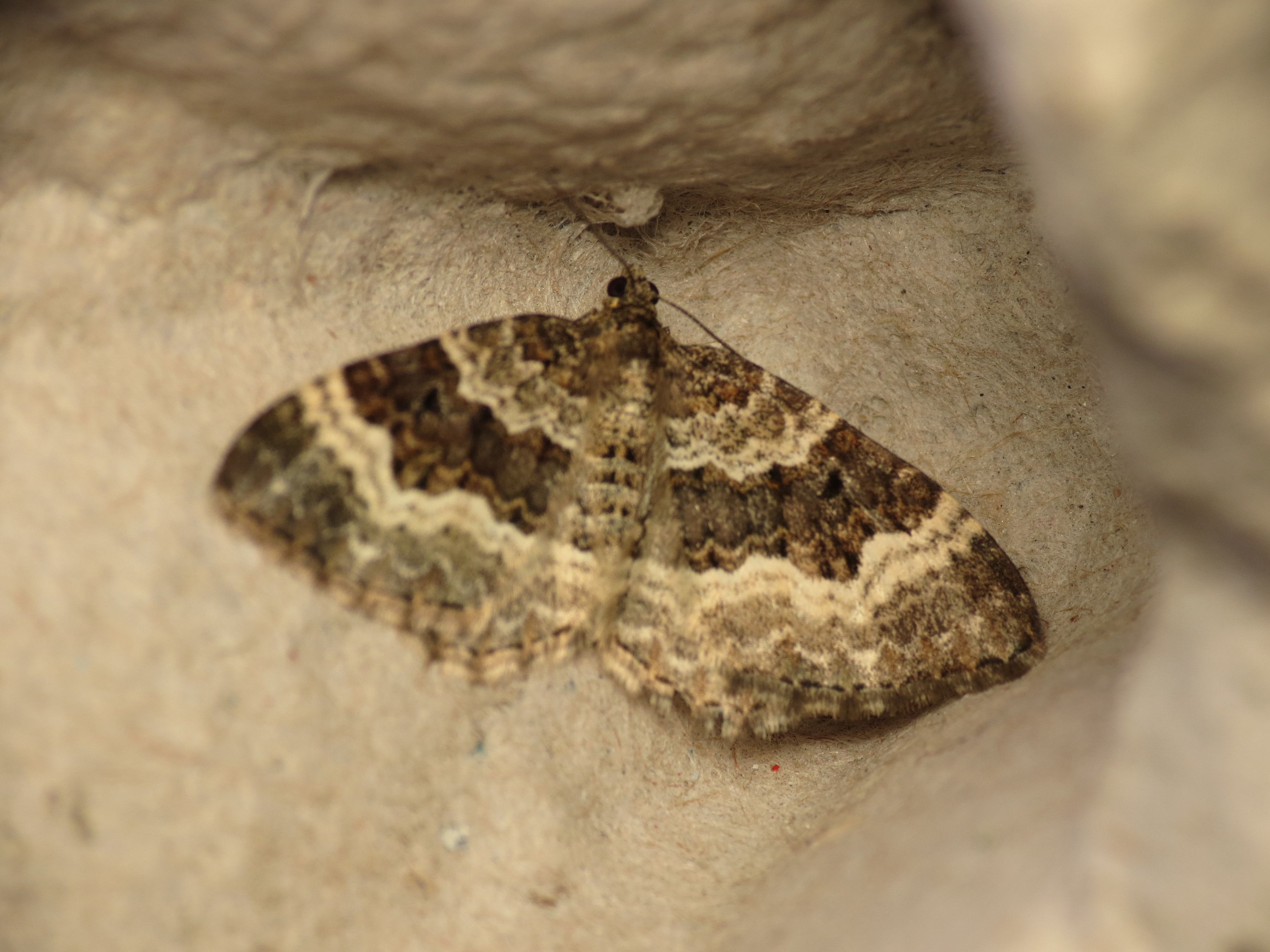
Grå mårfältmätare (Epirrhoe alternata)
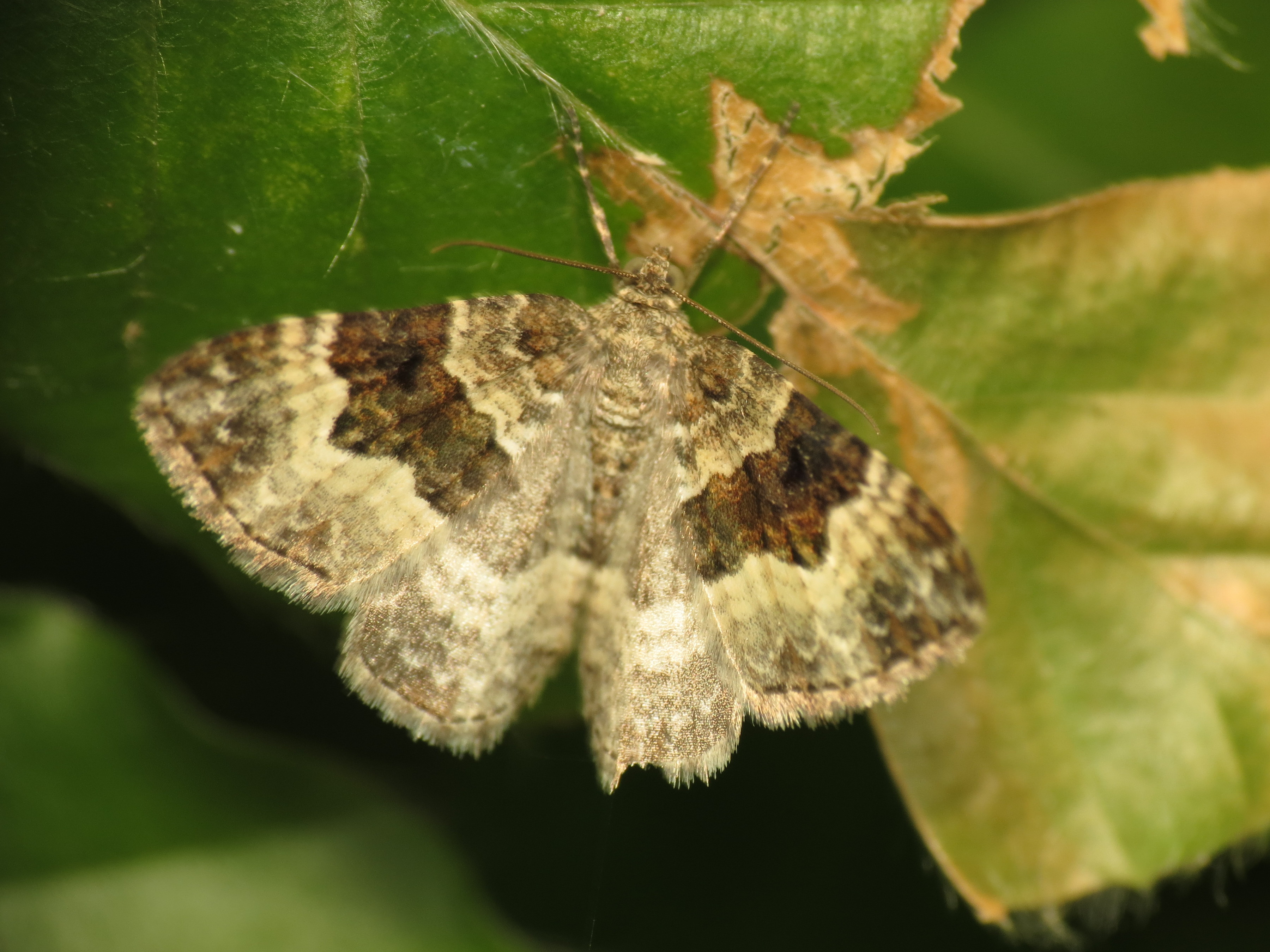
Grå mårfältmätare (Epirrhoe alternata)
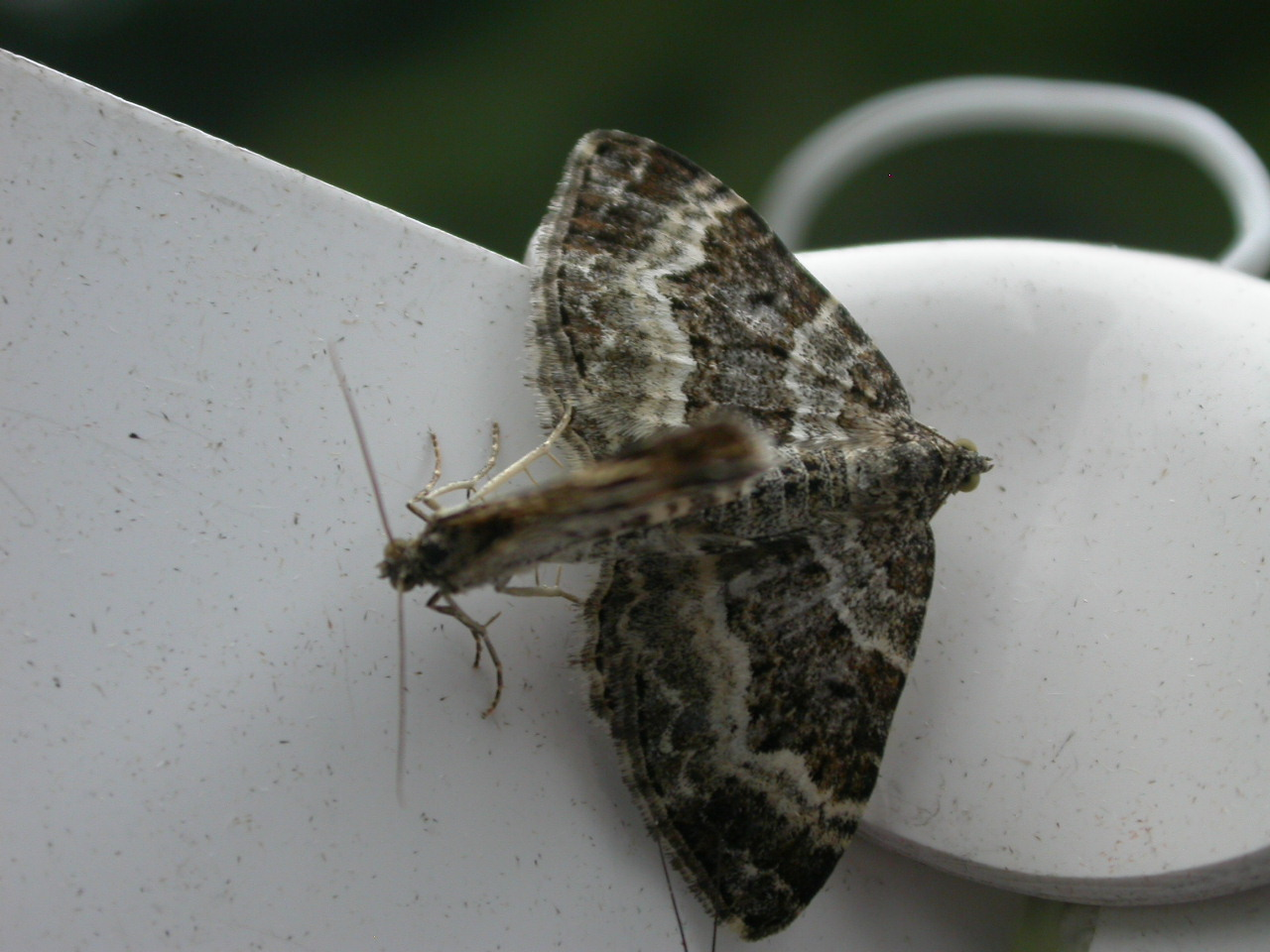
Grå mårfältmätare (Epirrhoe alternata)
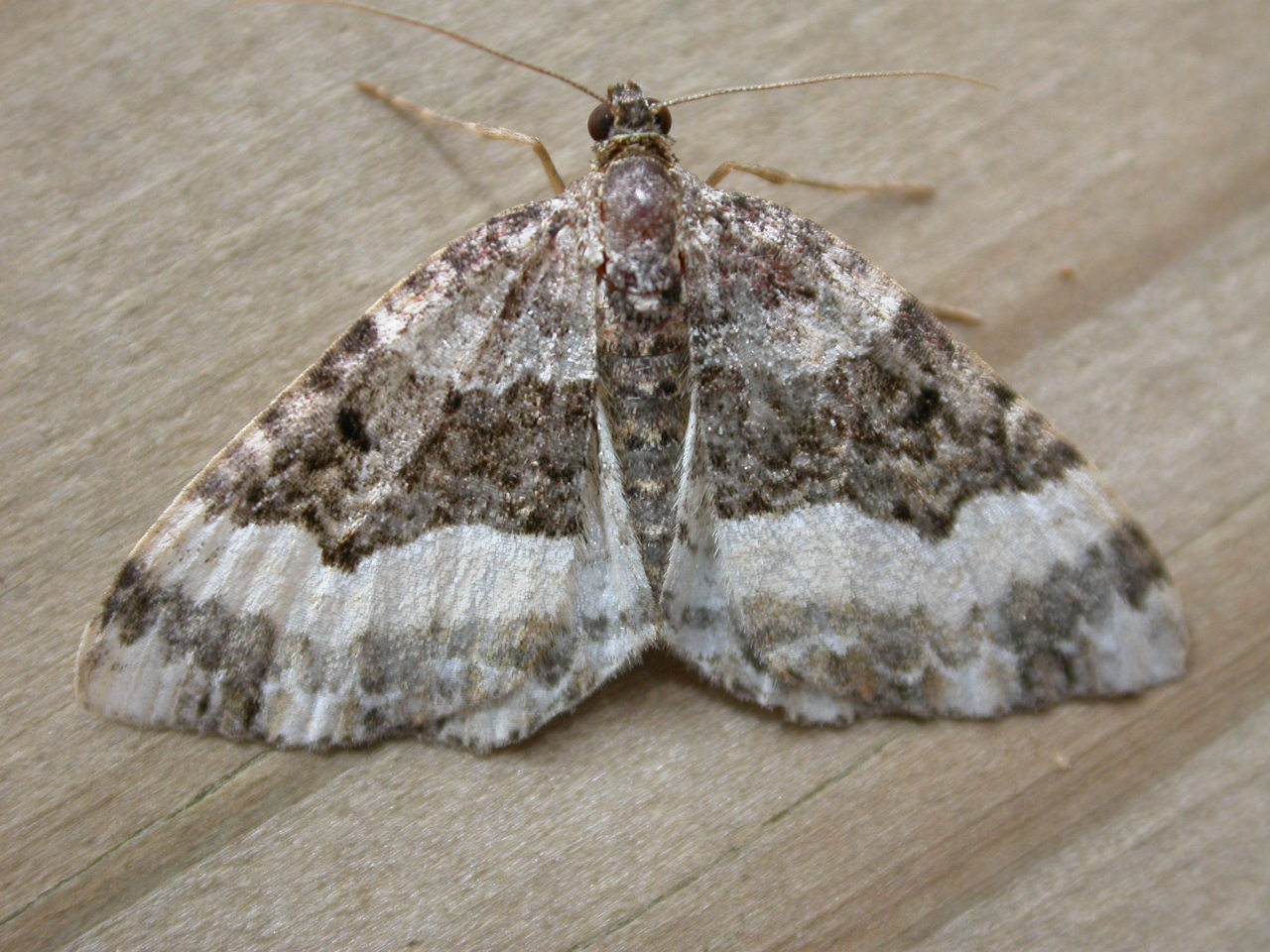
Grå mårfältmätare (Epirrhoe alternata)
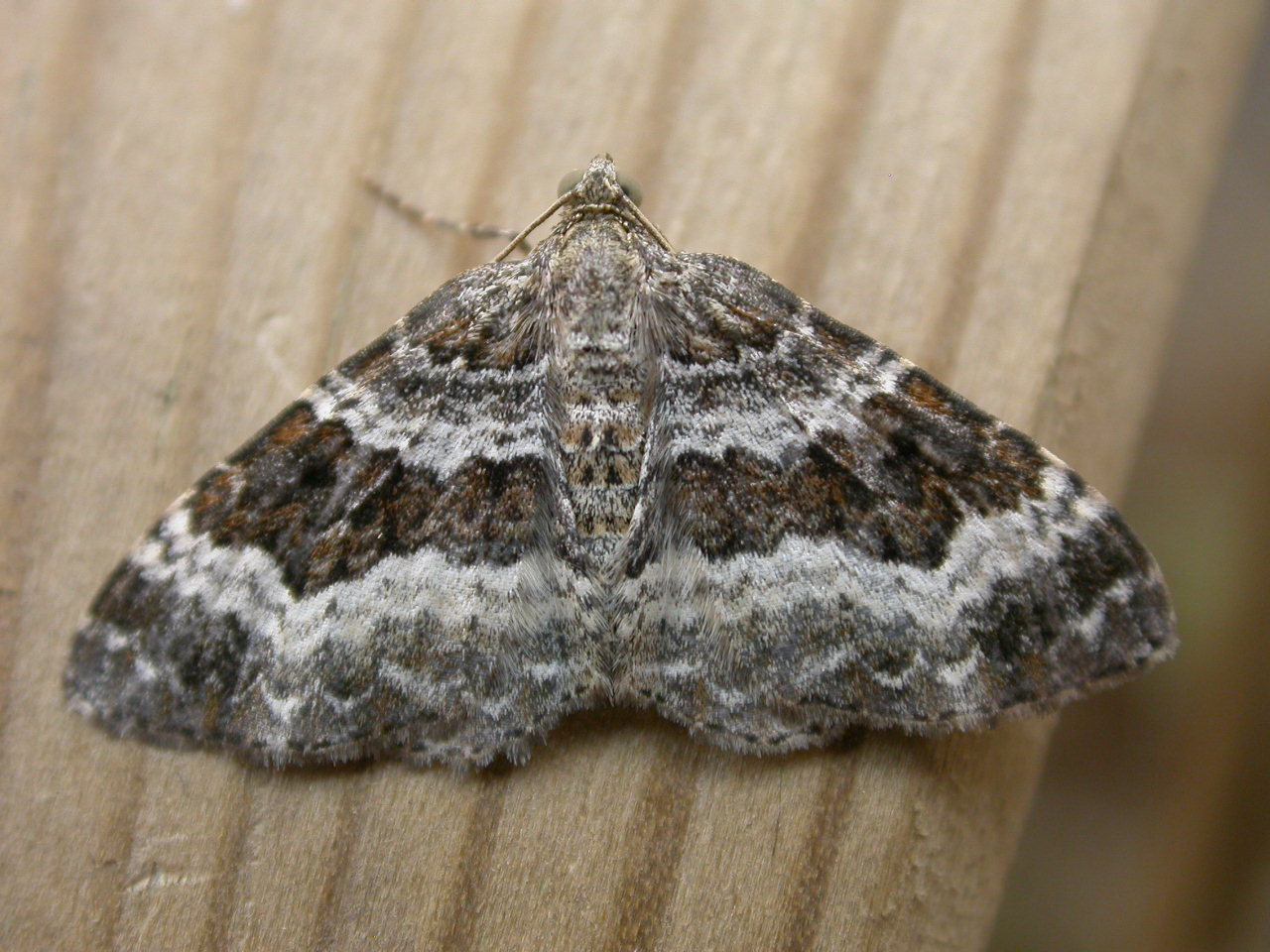
Grå mårfältmätare (Epirrhoe alternata)